# عدمية (فلسفة)
في الجماليات، تعد العدمية نوعًا معينًا من المجاز أو الرمز يتميز بالمبالغة. مصطلح مشتق من اللاتينية (nimis) وتعني كثير و(nimietas) وتعني فائض. على عكس المبالغة أو المفارقة، لا يتم تطبيقه على الظواهر اللغوية أو الخطابية فقط، ولكنه يشير عادةً إلى أشكال أخرى من التفاوت، على سبيل المثال الاختلالات في المنحوتات واللوحات، أو أنواع معينة من الاختلافات في المظهر أو السلوك (في المسرحيات والأفلام وما إلى ذلك). وبالتالي فإن الحياد، من خلال أوجه الشبه أو المقارنات الرمزية، يهدف إلى مساعدة القارئ والمشاهد وما إلى ذلك. لمعرفة الحقيقة. التلميح السلبي يلمح إلى شيء سيئ (ضعف، رذيلة، خطيئة، جريمة، إلى آخره.)، تشير العدمية الإيجابية الأقل استخدامًا إلى شيء جيد (فضيلة أو شيء بطولي).

## امثلة
- عباءة الملك دنكان، واسعة للغاية لخلفه القاتل ماكبث.(ماكبث شكسبير)

- أقدام الشقيقتين الاختين جريم، كبيرة جدًا (ودموية) لتناسب حذاء سندريلا الصغير، ومن هنا دليل واضح على ادعائهم الخاطئ. (سندريلا والحذاء الزجاجي الصغير).

- نظرة إليزابيث بينيت على التماثيل الذكور العارية في معرض فني، يلقي الكثير من الوقت لإخفاء استيقاظها الجنسي. (كبرياء وتحامل جين أوستن)

- يشير المثل (من يعذر نفسه يتهم نفسه) إلى اعتذار تم تقديمه مبكرًا جدًا، أي في وقت غير مناسب وغير مطلوب، وبالتالي الكشف عن ضمير سيئ.